# Stalać
Stalać (serbisch-kyrillisch Сталаћ) ist eine Kleinstadt im Okrug Rasina mit knapp 1600 Einwohnern.

## Demographie
| Zensusjahr | Einwohner | Referenzen |
| ---------- | --------- | ---------- |
| 1948       | 1995      | [ 1 ]      |
| 1953       | 2077      | [ 1 ]      |
| 1961       | 2137      | [ 1 ]      |
| 1971       | 2087      | [ 1 ]      |
| 1981       | 2150      | [ 1 ]      |
| 1991       | 2048      | [ 1 ]      |
| 2002       | 1828      | [ 1 ]      |
| 2011       | 1563      | [ 1 ]      |

### Verkehr
Stalać liegt an den Bahnstrecken Belgrad–Skopje und Stalać–Kraljevo. Der Eisenbahnunfall von Stalać passierte hier.